# (100268) Rosenthal
(100268) Rosenthal es un asteroide perteneciente al cinturón de asteroides, descubierto el 5 de octubre de 1994 por Freimut Börngen desde el Observatorio Karl Schwarzschild, en Tautenburg, Alemania.

## Designación y nombre
Designado provisionalmente como 1994 TL16. Fue nombrado Rosenthal en honor al locutor de radio y televisión alemán Hans Rosenthal judío que sobrevivió a la Segunda Guerra Mundial en Berlín oculto por tres mujeres.

## Características orbitales
Rosenthal está situado a una distancia media del Sol de 2,439 ua, pudiendo alejarse hasta 2,850 ua y acercarse hasta 2,028 ua. Su excentricidad es 0,168 y la inclinación orbital 11,75 grados. Emplea 1391 días en completar una órbita alrededor del Sol.

## Características físicas
La magnitud absoluta de Rosenthal es 15,6.